# Alla deriva (romanzo)
Alla deriva è un romanzo poliziesco scritto da Agatha Christie, pubblicato nel 1948; il titolo originale, Taken At The Flood, è una citazione dalla tragedia Giulio Cesare di Shakespeare. Ambientato nel 1946, la storia racconta la sfidante situazione che l'Inghilterra si trova a vivere nel primo periodo del Dopoguerra: il sollievo per la fine del tremendo conflitto mondiale, ma anche i repentini cambiamenti da affrontare per una famiglia che abita poco fuori da Londra. La vita è stata sconvolta dalla perdita di persone care, mentre la routine quotidiana vede molte, e perduranti, difficoltà economiche. Fa la sua apparizione, oltre all'investigatore belga, il Soprintendente Albert Spence, col quale Poirot collabora in altri racconti.
Nei suoi romanzi la Christie usa citazioni e riferimenti a opere della letteratura inglese che l'hanno particolarmente colpita o che trovi collegamenti calzanti per la trama della storia. È il caso di questo romanzo, in cui sfrutta il titolo e il personaggio di un'opera di Tennyson. Come altri esempi, citiamo Le porte di Damasco, Sento i pollici che prudono, Poirot si annoia e Il ritratto di Elsa Greer.

## Trama
Which, taken at the flood, leads on to fortune;
Omitted, all the voyage of their life
Is bound in shallows and in miseries.
On such a full sea are we now afloat,
And we must take the current when it serves,
Or lose our ventures.»
(Nelle umane vicende è una corrente che, seguita, conduce alla fortuna; abbandonata, il corso della vita alla deriva va, miseramente. Nel mare aperto tale legge dura: o tener la corrente e navigare, o perdere ventura. La citazione in esergo del romanzo è tratta dalla tragedia di  William Shakespeare, Giulio Cesare, Atto IV)

### Introduzione
La famiglia Cloade vive sotto l'ala protettrice del capofamiglia Gordon, residente a Furrowbank, villa nel villaggio di Warmsley Vale, poco distante da Londra . Ma quando costui muore durante i bombardamenti di Londra durante la Seconda Guerra Mondiale, tutto cambia per la famiglia. Prima di tutto è morto chi provvedeva ai loro bisogni economici, ma soprattutto ha lasciato tutto alla giovane vedova, Rosaleen, che secondo loro li ha defraudati dell'eredità. Compare poi sulla scena un certo Enoch Arden, che risulterebbe essere il primo marito della giovane Rosaleen, dato per morto. Allora la vedova Cloade sarebbe bigama e non le spetterebbe l'eredità. La famiglia spera sia così, ma Arden viene ucciso. 
Mentre si trova al Coronation Club durante un allarme aereo nel 1944, Hercule Poirot sente il maggiore Porter parlare di Gordon Cloade, che è rimasto ucciso durante un bombardamento aereo con tutta la sua servitù. Gli unici sopravvissuti sono la giovane vedova, Rosaleen, e suo fratello, ma c'è una stranezza. Porter ha conosciuto infatti Robert Underhay, il primo marito della giovane, in Africa, e ricorda di avergli suggerito di scomparire in modo da liberarla dal matrimonio senza la vergogna di un divorzio. Prima della sua sparizione, Underhay scherzosamente ha affermato che avrebbe adottato d'ora in poi il nome di Enoch Arden. Oltre a Poirot, anche un altro uomo ha ascoltato l'aneddoto di Porter, il fratello di Gordon Cloade, Jeremy, che esce di corsa dal club con aria infuriata.
Due anni dopo, nel 1946, Poirot riceve la visita di Katherine Cloade, che gli domanda di scoprire qualcosa su Robert Underhay, sperando così di poter annullare il testamento di Gordon. Lui rifiuta, ma poco dopo legge sul giornale l'annuncio della morte di un uomo di nome Enoch Arden, e si incuriosisce di nuovo alla faccenda.

### Intreccio
Dopo il preludio, la storia torna indietro nel tempo, da primavera inoltrata a inizio primavera, quando Lynn Marchmont, finito da poco il servizio nella Marina Reale, ha delle difficoltà a riadattarsi alla vita di tutti i giorni a Warmsley Vale. La ragazza è fidanzata con Rowley, uno dei membri della famiglia Cloade che vive nella zona. Tutti loro dipendono economicamente da Gordon Cloade, un vecchio signore non sposato che alla morte lascerà tutto ai suoi parenti. Poco prima della sua morte, però, l'uomo ha sposato Rosaleen, ed il suo vecchio testamento non è più valido. Di conseguenza, Rosaleen ha ereditato tutta la fortuna del vecchio, e la famiglia Cloade sta attraversando un momento di crisi, aggravata dai problemi economici del dopo guerra. La fortuna di Rosaleen è gelosamente custodita da David Hunter, suo fratello e sebbene alcune persone, come per esempio la madre di Lynn, Adela, cerchino di scucire alla giovane delle piccole somme di denaro, David si rifiuta categoricamente di aiutare Frances Cloade, il cui marito Jeremy sta per essere rovinato finanziariamente.
L'arrivo in paese di un uomo chiamato Enoch Arden cambia le cose del tutto. Arden infatti cerca di ricattare David dicendogli di sapere dove trovare il primo marito di Rosaleen, Robert. La loro conversazione al pub viene però origliata dalla proprietaria del locale, Beatrice Lippincott, che lo dice immediatamente a Rowley Cloade. Più tardi, il corpo di Arden viene trovato in camera sua con il cranio spaccato.
Rowley Cloade chiama in suo aiuto Poirot, per trovare la prova che l'uomo morto era Robert Underhay e, ricordandosi del maggiore Porter, il detective è contento di avere già trovato un testimone. All'inchiesta, nonostante le proteste di Rosaleen che l'uomo ucciso non era Robert, il maggiore Porter conferma che il signore di nome Enoch Arden era il primo marito della donna, Underhay. L'eredità quindi spetta di diritto ai Cloade.
Rosaleen ha un alibi per la sera del delitto: si trovava nel suo appartamento a Londra. David, però, ne ha uno molto labile: di ritorno da Londra quel giorno, ha incontrato Lynn mentre stava correndo per prendere l'ultimo treno diretto in città alle 21, e dopo l'ha chiamata dall'appartamento londinese poco dopo le 23. Dato che l'omicidio sembra essere stato commesso poco prima delle 21, aveva tutto il tempo per commettere il delitto e procurarsi una storia finta da dire ai poliziotti.
L'alibi di David però diventa più forte dopo che viene scoperto che una donna truccata pesantemente e con una sciarpa arancione è stata vista lasciare la stanza di Arden dopo le 22. L'attenzione della polizia allora si concentra sulle donne della famiglia Cloade, ma Poirot evidenzia che la morte di Arden è stata causata da un incidente, e che la scena dopo è stata trasformata in quella di un delitto. 
Il comportamento dei sospettati comincia a diventare strano. Lynn, sebbene sia fidanzata con Rowley, sembra innamorarsi di David. Sembra anche che Rowley sia attratto da Rosaleen che, per qualche motivo, sembra divorata dai sensi di colpa e dalla paura. Il maggiore Porter si suicida, ma non lascia nessun biglietto per spiegare il suo gesto. Dopo la sua morte, si scopre che Enoch Arden era in realtà Charles Trenton, cugino di secondo grado di Frances Cloade. La donna aveva deciso di ricattare Rosaleen dopo essere venuta a conoscenza da Jeremy della storia del maggiore Porter. Nonostante questo chiarimento sulla vera identità di Arden, ancora non si sa chi l'ha ucciso e ha convinto il maggiore a dare una falsa identificazione del corpo.
Anche Rosaleen muore, per overdose, durante il sonno. Il sovrintendente Spence suggerisce che forse anche lei è stata uccisa; la polizia si è talmente concentrata sull'alibi di David che non hanno verificato quasi per niente quello della sorella.
Lynn va poi da Rowley e gli comunica l'intenzione di rompere il fidanzamento, perché lei vuole sposare David Hunter. Rowley reagisce in modo violento, e cerca di strangolare la ragazza finché non arriva Poirot a fermarlo. A quel punto compare David, a cui l'investigatore racconta tutto quello che è successo quella sera. Rowley è andato a trovare Arden e, vedendo la sua somiglianza con Frances, capisce l'inganno e si arrabbia. Arden, spintonato da Rowley, cade e si rompe la testa, e il ragazzo decide allora di incolpare David del fatto, lasciando sulla scena del crimine l'accendino di Hunter. Più tardi, Rowley convince Porter a fornire la falsa identificazione del morto, e intelligentemente si rivolge a Poirot, sapendo che l'investigatore sarebbe subito andare a cercare il maggiore, dato la scena a cui aveva assistito al club, che sapeva anche Jeremy. Il senso di colpa di Porter ha però il sopravvento e il maggiore si suicida, lasciando un biglietto che Rowley poi distrugge.
David è stato molto intelligente nelle sue azioni la notte del delitto, secondo Poirot. Scoprendo il cadavere di Arden, è corso alla stazione per prendere il treno delle 21.20, ma l'ha perso; Lynn ha veramente visto il fumo del treno in partenza, ma lui l'ha convinta che fosse ancora presto e che avesse tempo per incontrarla. David è poi tornato al pub, si è travestito da donna, ed ha creato il falso indizio della donna che era stata a trovare Arden per stabilire il tempo della morte. Dopo è tornato alla stazione, ha chiamato Rosaleen e le ha detto di telefonare a Lynn ma di interrompere la chiamata. Subito dopo, David ha chiamato Lynn dalla stazione, facendole credere di aver ripreso la telefonata da Londra. La mattina dopo l'uomo si reca nella capitale con il treno che trasporta il latte, non visto.
Rowley si è trovato coinvolto in una morte accidentale e in un suicidio; l'unico vero omicidio è quello di Rosaleen. Uccisa con delle pillole per dormire avvelenate con l'arsenico. David non aveva motivi apparenti per uccidere sua sorella, specie perché facendo un'azione del genere avrebbe perso tutta la fortuna dei Cloade. Ma la donna che si fingeva Rosaleen in realtà non era sua sorella, la vera Rosaleen era morta durante i bombardamenti avvenuti due anni prima. La donna che faceva finta di essere lei in realtà era una cameriera, che era diventata l'amante di David, e più tardi, sua complice nel procurarsi la fortuna dei Cloade. Dopo la comparsa di Arden, però, David ha deciso di uccidere la cameriera per potersi sposare con Lynn e ottenere così la somma che la ragazza avrebbe ottenuto dalla spartizione dell'eredità.
Il romanzo ha quindi tre diverse cospirazioni: quella tra David e la cameriera; quella tra Frances e Charles e quella tra Rowley e il maggiore Porter. Poirot assicura che Rowley non verrà incriminato per quello che ha fatto, ma piuttosto riuscirà a sposare Lynn, che è sempre stata innamorata di lui, anche se non se ne rendeva conto.

## Edizioni italiane
- Alla deriva, Collana I Gialli Mondadori n.130, Milano, Mondadori, 28 luglio 1951. - I Capolavori dei Gialli Mondadori, n.317, dicembre 1966.
- Alla deriva, traduzione di Giovanna Gianotti Soncelli, I Classici del Giallo Mondadori n.403, Milano, Mondadori, luglio 1982. - Prefazione di Alex Falzon, Collana Oscar n.1694 (Oscar Gialli n.114), Mondadori, 1983, ISBN 978-88-042-3636-8; I Classici dei Gialli n.583, Mondadori, maggio 1989; Collana Oscar Scrittori Moderni, Mondadori, 1995, ISBN 978-88-043-9768-7; I Classici dei Gialli Mondadori n.1209, dicembre 2008; Collana Oscar Gialli, Mondadori, 2019, ISBN 978-88-047-1342-5.